# Ильинская церковь (Мичуринск)
Ильи́нская це́рковь — приходская церковь Мичуринской епархии Русской православной церкви в городе Мичуринске. Главный престол освящён в честь святого пророка Илии.
Расположена на самом высоком месте города — площади Мичурина — и видна практически отовсюду.
Здание является объектом культурного наследия народов России федерального значения, а колокольня — самым высоким зданием в городе, её высота 67,5 м (вместе с воздвигнутым на шпиль крестом — 71 м).

## История
Построена в 1781 году на средства купца Ивана Воронова и других прихожан по оригинальному проекту, заказанному в Петербурге. Официально архитектором сооружения признан Томазо Адамини, однако существует легенда, что сие монументальное здание построено великим зодчим Растрелли. Прямых доказательств к той или иной версии нет не только в архивах Мичуринска, но и в архивах Москвы и Санкт-Петербурга. Тем не менее, ряду историков принадлежность архитектуры храма к школе Растрелли кажется наиболее вероятной и небезосновательно.
Авторству Томазо Адамини приписываются несколько проектов церквей на территории Тамбовской губернии. И большинству из них присуще некоторое заимствование форм у других авторов, что собственно наблюдается у большинства людей творческих профессий. Однако сам Томазо приехал в Россию лишь в 1796 году, когда в Ильинской церкви города Козлова уже 15 лет как велись богослужения. Примечательно, что, если проследить творческий путь каменных дел мастера, мы становимся ближе к разгадке тайны истории Ильинки, как её ласково называют сами мичуринцы. В 1811—1816 гг. швейцарский архитектор участвует в достройке Смольного монастыря, проект которого так и остался незаконченным в связи со строительством Зимнего дворца и ряда других обстоятельств государственного значения. Отличительной особенностью проекта Смольного монастыря была неосуществлённая высокая 140-метровая надвратная колокольня, которая должна была стать кульминацией монастырского ансамбля, превышавшая по высоте шпиль Петропавловского собора (архитектор Д. Трезини) по своему образу и подобию. Храм во имя Ильи Пророка в Мичуринске — это живое воплощение зрелого русского барокко в сочетании с древнерусскими традициями. В строительстве Ильинской церкви нашли воплощение новые строительные приёмы: подкупольное пространство второго этажа не имело промежуточных опор, а кованый каркас шпиля являлся одним из первых образцов применения металла для этих целей в провинциальном строительстве.

Составляя «Историко-статистическое описание Тамбовской епархии» в 1861 году, протоиерей Г. В. Хитров сообщал об Ильинской церкви следующее: 

«Архитектура её строгого, величавого характера. В ней есть иконы, писанные отличной кистию, в особенности икона Илии-пророка, которая поставлена в богато убранной киоте. Обязанная во время пожара 1848 года сохранением своему ктитору купцу Петру Седых, церковь Ильинская одолжена ему и многими украшениями в своих иконостасах».

 В церкви хранилась древняя икона Скорбящей Богоматери, украшенная 12-ю бриллиантами, а также редкие издания Евангелия от 1703 и 1751 годов; последнее отличалось большим весом — 1 пуд 48 золотников.
В 1924 году храм внесён в список архитектурных памятников, находящихся под охраной государства. Однако в начале 1930-х годов с церкви были сброшены колокола и начата подготовка к её уничтожению. В этих условиях один из козловских жителей — В. К. Дрокин — обратился за помощью к реставратору и художнику Игорю Грабарю, вмешательство которого помогло спасти церковь от разрушения.
В храме с 1928 по 1933 год служил священником Стефан Фомин, в будущем преподобноисповедник Севастиан Караганди́нский (причислен к лику святых новомучеников и исповедников Церкви Русской на Юбилейном Архиерейском соборе в августе 2000 года для общецерковного почитания).

## В настоящее время
В 1998 году при инициативе бывшего мэра Мичуринска Н. М. Антонова и директора местного птицекомбината В. М. Шаталова по проекту архитектора города А. В. Виноградова на территории Ильинской церкви построена водосвятская Часовня, названая так по принадлежности строения — главным образом для освящения воды в день Крещения Господня. В настоящее время Ильинская церковь — важнейшая архитектурная доминанта — главный ориентир Мичуринска.